# Португалија на Светском првенству у атлетици на отвореном 2013.
Португалија је на 14. Светском првенству у атлетици на отвореном 2013. одржаном у Москви од 10. до 18. августа, учествовала четрнаести пут, односно учествовала је на свим првенствима до данас. Репрезентацију Португалије представљало је 12 такмичара (7 мушкараца и 5 жена) који су се такмичили у 9 дисциплина (6 мушке и 3 женске). ,

На овом првенству представници Португалије нису освојили ниједну медаљу, али је остварен један лични рекорд сезоне.
У табели успешности према броју и пласману такмичара који су учествовали у финалним такмичењима (првих 8 такмичара) Португалија је са два учесника у финалу делила 40 место са 6 бодова, од 60 земаља које су имале представнике у финалу. На првенству је учествовало 206 земаља чланица ИААФ.
| Плас. | Земља       | 1. место | 2. место | 3. место | 4. место | 5. место | 6. место | 7. место | 8. место | Бр. финал. | Бод. |
| ----- | ----------- | -------- | -------- | -------- | -------- | -------- | -------- | -------- | -------- | ---------- | ---- |
| =40.  | Португалија | 0        | 0        | 0        | 1        | 0        | 0        | 0        | 1        | 2          | 6    |

## Учесници
| Мушкарци: - Жоао Вијеира — ходање 20 км - Сержио Вијеира — ходање 20 км - Педро Исидро — ходање 50 км - Ермано Фереира — Маратон - Маркос Шува — Скок удаљ - Еди Маја — Скок мотком - Марко Фортес — Бацање кугле | Жене: - Ана Дулсе Феликс — 10.000 м - Ана Кабесиња — ходање 20 км - Инес Енрикез — ходање 20 км - Вера Сантос — ходање 20 км - Ирина Родригес — Бацање диска |  |

## Резултати

### Мушкарци
| Атлетичар      | Дисциплина   | Лични рекорд | Квалификације     | Квалификације     | Полуфинале  | Полуфинале | Финале                | Финале       | Детаљи |
| Атлетичар      | Дисциплина   | Лични рекорд | Резултат          | Место             | Резултат    | Место      | Резултат              | Место        | Детаљи |
| -------------- | ------------ | ------------ | ----------------- | ----------------- | ----------- | ---------- | --------------------- | ------------ | ------ |
| Жоао Вијеира   | 20 км ходање | 1:20:09 НР   |                   |                   |             |            | 1:22:05               | 4 / 53 (64)  |        |
| Сержио Вијеира | 20 км ходање | 1:20:58      | 1:28:34           | 40 / 53 (64)      |             |            |                       |              |        |
| Педро Исидро   | 50 км ходање | 3:57:09      | 3:57:30           | 28 / 46 (61)      |             |            |                       |              |        |
| Ермано Фереира | Маратон      | 2:13:28      | Није завршио трку | Није завршио трку |             |            |                       |              |        |
| Маркос Шува    | Скок удаљ    | 8,34         | 7,82              | 7. у гр. Б        |             |            | Нису се квалификовали | 16 / 28 (29) |        |
| Еди Маја       | Скок мотком  | 5,70 НР      | 5,40              | 14. у гр. А       | 24 /33 (40) |            | Нису се квалификовали |              |        |
| Марко Фортес   | Бацање кугле | 21,02 НР     | 19,38             | 8. у гр. А        | 16 /29      |            | Нису се квалификовали |              |        |

### Жене
| Атлетичарка      | Дисциплина   | Лични рекорд | Квалификације | Квалификације | Полуфинале | Полуфинале | Финале                | Финале       | Детаљи |
| Атлетичарка      | Дисциплина   | Лични рекорд | Резултат      | Место         | Резултат   | Место      | Резултат              | Место        | Детаљи |
| ---------------- | ------------ | ------------ | ------------- | ------------- | ---------- | ---------- | --------------------- | ------------ | ------ |
| Ана Дулсе Феликс | 10.000 м     | 31:33,42     |               |               |            |            | 32:36,73              | 13 / 17 (19) |        |
| Ана Кабесиња     | 20 км ходање | 1:27:46      | 1:29:17 ЛРС   | 8 / 56 (62)   |            |            |                       |              |        |
| Инес Енрикез     | 20 км ходање | 1:29:30      | 1:30:28       | 11 / 56 (62)  |            |            |                       |              |        |
| Вера Сантос      | 20 км ходање | 1:28:14      | 1:31:36       | 17 / 56 (62)  |            |            |                       |              |        |
| Ирина Родригес   | Бацање диска | 62,91        | 57,64         | 10. у гр. Б   |            |            | Није се квалификовала | 17 / 26      |        |